# Comune di Skovbo
Il comune di Skovbo, fino al 1º gennaio 2007 è stato un comune danese situato nella contea di Roskilde, il comune aveva una popolazione di 15 183 abitanti (2006) e una superficie di 132 km². Capoluogo era la cittadina di Borup.
Dal 1º gennaio 2007, con l'entrata in vigore della riforma amministrativa, il comune è stato soppresso e accorpato al comune di Køge per dare luogo al riformato comune di Køge compreso nella regione della Selandia.